# Bauschaden
Ein Bauschaden ist die Verschlechterung des Zustandes einer Immobilie durch ein schädigendes Ereignis, z. B. durch einen Baumangel.
In der DIN 31051 wird unter einem Schaden im Sinne der Instandhaltung ein Zustand beschrieben, welcher nach Unterschreiten eines bestimmten Grenzwertes des Abnutzungsvorrats eine im Hinblick auf die Verwendung unzulässige Beeinträchtigung der Funktionsfähigkeit bedingt.
Beispiele für Bauschäden sind Abblätterungen, Abplatzungen, Abrasionen, Ausblühungen, Korrosion, Risse und Undichtigkeiten.
Ein Bauschaden kann vielseitige Ursachen haben, z. B. Durchfeuchtung aufgrund eines Wasserrohrbruchs, Abblätterung aufgrund von Frostsprengung, Salzkristallisation bzw. hygrisches Quellen oder Korrosion aufgrund von Einwirkungen durch Alkalien, Salzlösungen bzw. Säuren.
Ein Bauschaden kann auch auf Grund des Einsatzes minderwertiger Baustoffe entstehen, wie bei Xella mit Kalksandsteinen.
Die Verschlechterung wirkt sich in der Regel durch eine Wertminderung aus. Daher müssen Bauschäden in Wertermittlungen angemessen berücksichtigt werden.
Nicht behobene oder behebbare Schäden können Baufälligkeit bewirken.